# Graemsay
Graemsay è un'isola situata all'imbocco occidentale verso Scapa Flow, nelle Isole Orcadi, in Scozia. Sull'isola vi sono due fari.

## Geografia e geologia

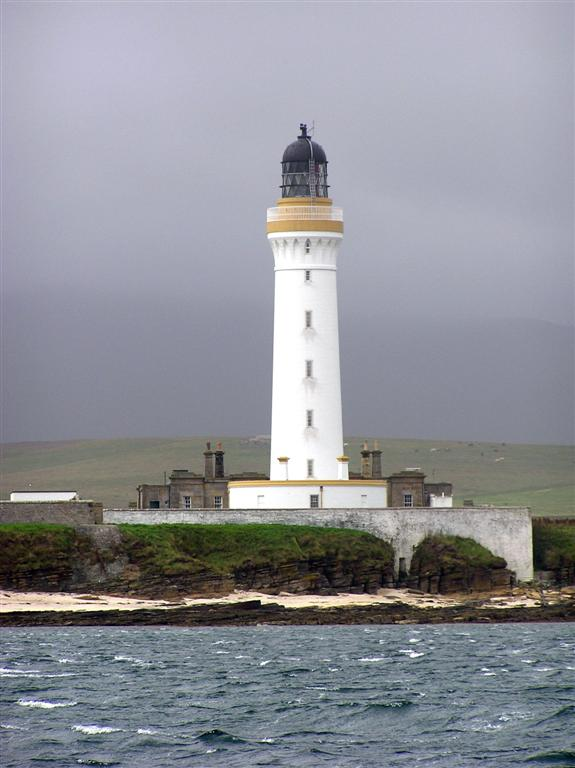
Faro di Hoy

Graemsay è situata tra Hoy e la cittadina di Stromness posta sull'isola di Mainland Orkney, separata dal Clestrain Sound. La superficie dell'isola è di 409 ettari e vi si possono trovare molte fattorie e poderi, denominati croft
L'isola è composta da arenaria rossa, risalente al periodo Devoniano, e vi sono due faglie di origine vulcanica. Sulla costa settentrionale si può inoltre trovare granito, una vera rarità per le isole Orcadi.
Graemsay è circondata da una forte attività di alta e bassa marea, nota localmente col nome di roosts. Un regolare servizio di traghetti della compagnia Orkney Ferries collega l'isola con la cittadina di Stromness e con Moaness, sull'isola di Hoy.

## Natura
Molte specie di uccelli nidificano sull'isola. Tra questi la beccaccia di mare, o ostrichiere, il corriere grosso, la pettegola e il chiurlo maggiore.
Alcune aree dell'isola sono ancora allo stato selvaggio e costituiscono un paradiso per la flora locale.

## Storia
Graemsay, come molte altre isole delle Orcadi, ha origini legate alla Chiesa Celtica, probabilmente pre-Norvegese. Sull'isola vi sono i resti di due chiese antiche, dedicate a San Bride e a Santa Columba, due Santi di origine irlandese.
Vi sono due fari sull'isola, Hoy High (a Nord-Est) e Hoy Low (a Nord-Ovest), entrambi costruiti nel 1851 da Alan Stevenson per l'industria di aringhe.
Nel punto denominato Oxan, nell'estremo Nord-Ovest dell'isola, a Burra Sound, vi sono relitti di navi affondate deliberatamente durante la seconda guerra mondiale. Questa era una strategia seguita per tutti gli  stretti d'accesso a Scapa Flow.
Vi era una scuola a Graemsay, che però chiuse nel 1996. Da allora, i bambini in età scolare dell'isola sono costretti a viaggiare quotidianamente col traghetto per raggiungere la scuola di Stromness.
Il sito web https://web.archive.org/web/20120222112732/http://www.graemsay.org.uk/index.htm gestito dai residenti del faro Hoy High, parla della vita quotidiana a Graemsay.
La più grande costruzione dell'isola, Sandside House, è stata rinnovata ed il sito web http://www.graemsay.com ne descrive le caratteristiche.
Il sito robertwhitton.eu contiene, inoltre, informazioni sui primi abitanti di Graemsay, sui loro discendenti e su tutte le famiglie dell'isola.